# A Ponte do Amor
A Ponte do Amor é uma telenovela brasileira produzida e exibida pelo SBT entre 25 de março e 21 de maio de 1983, em 58 capítulos, às 19h, substituindo Sombras do Passado e sendo substituída por Pecado de Amor. Baseada na mexicana Puente de Amor, de Marissa Garrido, foi escrita por Aziz Bajur, com colaboração de Tito di Miglio, sob direção de David Grimberg e Renato Petrauskas e direção geral de Waldemar de Moraes. Pela primeira vez uma novela estreou na numa sexta-feira.
Conta com Selma Egrei, Fábio Cardoso, Arlete Montenegro, Lia de Aguiar, Percy Aires, Ruthinéa de Moraes, Paulo Ramos e Edgard Franco nos papéis principais.

## Enredo
Carlos é um escritor que se apaixona pela doce professora Ângela, mas também conhece a divertida Mireya, a rainha das discotecas, que ele acredita ser gêmea da primeira, embora as duas digam não se conhecerem. Envolvido no mistério das duas mulheres de rostos iguais, mas personalidades tão diferentes, Carlos desperta o ódio de sua esposa Lúcia.

## Elenco
| Ator               | Personagem            |
| ------------------ | --------------------- |
| Selma Egrei        | Angela Sá / Mireya Sá |
| Fábio Cardoso      | Carlos Avelar         |
| Arlete Montenegro  | Lúcia Avelar          |
| Lia de Aguiar      | Magnólia Avelar       |
| Percy Aires        | Henrique Avelar       |
| Ruthinéa de Moraes | Tia Selma Sá          |
| Paulo Ramos        | Leonardo              |
| Edgard Franco      | Sérgio                |
| Valter Santos      | Guilherme             |
| Régis Monteiro     | Tito                  |
| Marta Volpiani     | Márcia                |
| Analy Alvarez      | Ana Maria             |
| Afonso Curalov     | Fabiano               |
| Silvia Pompeo      | Dorótea               |
| Siomara Nagy       | Simone                |
| Ruy Leal           | Raul                  |

### Participações especiais
| Ator     | Personagem |
| -------- | ---------- |
| Ana Rosa | Ela mesma  |

## Reprises
Foi reprisada na faixa Novelas da Tarde entre 23 de julho á 7 de setembro de 1984, ás 14h00, em 34 capítulos substituíndo Razão de Viver. 

## Trilha sonora
| N.º | Título                            | Música                | Duração |  |
| 1.  | "A ponte do amor"                 | Lillian Knapp         |         |  |
| 2.  | "Noite e dia"                     | Gang 90 & Absurdettes |         |  |
| 3.  | "Está escrito no ar"              | Dudu França           |         |  |
| 4.  | "É triste nós vivermos separados" | Carlos Dafé           |         |  |